# Cypripedium wumengense
Cypripedium wumengense är en orkidéart som beskrevs av Sing Chi Chen. Cypripedium wumengense ingår i släktet guckuskor, och familjen orkidéer. IUCN kategoriserar arten globalt som akut hotad. Inga underarter finns listade i Catalogue of Life.